# فران ميريدا
فرانسيسكو ميريدا بيريز (بالإسبانية: Fran Mérida) ، من مواليد 4 مارس 1990 في برشلونة في إسبانيا ، لاعب كرة قدم إسباني يلعب لنادي تيانجين تيدا الصيني.

## وصلات خارجية
- Atlético Madrid official profile
- BDFutbol profile
- فران ميريدا على موقع الاتحاد الدولي (مؤرشف)  (الإنجليزية)
- فران ميريدا على موقع الاتحاد الأوربي (الإنجليزية)
- فران ميريدا على موقع الاتحاد الأوربي (الإنجليزية)
- فران ميريدا على موقع قاعدة بيانات كرة القدم.إي يو (الإنجليزية)
- فران ميريدا على موقع Soccerbase.com (لاعب) (الإنجليزية)
- فران ميريدا على موقع Soccerway.com (الإنجليزية)
- فران ميريدا على موقع عالم كرة القدم.نت (الإنجليزية)
- فران ميريدا على موقع AS.com (الإسبانية)
- Transfermarkt profile